# Schloßhof (Pfreimd)
Schloßhof ist ein Ortsteil der Stadt Pfreimd im Oberpfälzer Landkreis Schwandorf (Bayern).

## Geografie
Schloßhof liegt auf dem Nordufer des Schwefelbaches, 2 Kilometer südwestlich von Pfreimd, 2 Kilometer westlich der Bundesautobahn 93 und 2 Kilometer östlich der Bundesautobahn 6. Nordwestlich von Schloßhof erhebt sich der 441 Meter hohe Steinhübel.

## Geschichte
Auf den historischen Karten bis 1864 ist Schloßhof nicht eingezeichnet. Auch in den Matrikeln von 1838 und 1913 ist es nicht aufgeführt. In den amtlichen Statistiken bis einschließlich 1987 fehlt es ebenfalls. In der Matrikel von 1997 erscheint es als Teil der Pfarrei Pfreimd mit 7 Katholiken und auf der Zensus-Karte von 2011 mit 3 Einwohnern.